# ブリトニー・クーパー
ブリトニー・クーパー（Brittnee Cooper、女性、1988年2月26日 - ）は、アメリカ合衆国のバレーボール選手である。2013/14シーズンはアゼルバイジャン・スーパーリーグのラビタ・バクーでプレーした。学生時代にはルイジアナ州立大学タイガースでも活躍し、2009年シーズンのAVCA（全米バレーボール監督協会）のオールアメリカンファーストチームに選出され、サウスイースタン・カンファレンスの年間優秀選手にも選出されている 。
クーパーは、2008年と2009年にアメリカ合衆国代表A2チームメンバーに選出された。2013/14シーズンに所属したアゼルバイジャンスーパーリーグのラビタ・バクーは、2013/14欧州チャンピオンズリーグでは、準決勝でディナモ・カザンに0-3で苦杯を喫したものの、3位決定戦でエジザージュバシュ・ヴィトラにストレート勝ちし銅メダルに輝いている。
2014年シーズンはポーランド女子バレーボールリーグのアトム・トレフル・ソポトに移籍した。2016/17シーズンからドイツ・ブンデスリーガのドレスナーSCに移籍した。

## 所属クラブ
- サーグッド・マーシャル高校（英語版）（2002-2006年）
- ルイジアナ州立大学レディー・タイガース（2006-2009年）
- Llaneras de Toa Baja（2010-2011年）
- SVS Post Schwechat（2011-2012年）
- Nantes Volley（2012-2013年）
- ラビタ・バクー（2013-2014年）
- アトム・トレフル・ソポト （2014-2016年）
- ドレスナーSC（2016年-）